# Alberto García (piłkarz)
Alberto Jorge „Guamerucito” García Carpizo (ur. 26 września 1993 w Guadalajarze) – meksykański piłkarz występujący na pozycji skrzydłowego lub napastnika.
Piłkarzami są również jego ojciec Alberto García i młodszy brat Brian García.

## Kariera klubowa
García przyszedł na świat w Guadalajarze, gdzie jego ojciec Alberto „Guamerú” García, reprezentant kraju, występował wówczas w drużynie Chivas de Guadalajara. Na jego cześć nosi przydomki „Guamerucito” lub „Guamerú Jr”. Swoją karierę rozpoczynał w wieku piętnastu lat w czwartoligowym zespole Santa Rosa FC, po czym przeniósł się do grającego w najwyższej klasie rozgrywkowej klubu Querétaro FC. Tam po upływie kilku sezonów został włączony do seniorskiej ekipy przez argentyńskiego szkoleniowca Ángela Comizzo i w meksykańskiej Primera División zadebiutował jako osiemnastolatek, 14 kwietnia 2012 w zremisowanym 2:2 spotkaniu z San Luis, w którym strzelił także swojego premierowego gola w lidze meksykańskiej. Mimo udanego początku pełnił jednak w Querétaro wyłącznie rolę głębokiego rezerwowego, nie odnosząc również większych sukcesów.
Wiosną 2013 García został wypożyczony do zespołu Atlante FC z siedzibą w Cancún, gdzie również pojawiał się na boisku głównie jako rezerwowy, lecz w wiosennym sezonie Clausura 2013 dotarł z tą ekipą do finału krajowego pucharu – Copa MX. Bezpośrednio po tym został wykupiony przez władze klubu na stałe, od tamtego czasu regularnie pojawiając się na ligowych boiskach, będąc czołowym strzelcem zespołu, lecz na koniec rozgrywek 2013/2014 spadł z nim do drugiej ligi. Sam pozostał jednak na najwyższym szczeblu, podpisując umowę z klubem Chivas de Guadalajara.
| Sezon     | Klub                  | Kraj   | Rozgrywki | Mecze | Bramki |
| --------- | --------------------- | ------ | --------- | ----- | ------ |
| 2011/2012 | Querétaro FC          | Meksyk | Liga MX   | 3     | 1      |
| 2012/2013 | Querétaro FC          | Meksyk | Liga MX   | 4     | 0      |
| 2012/2013 | Atlante FC            | Meksyk | Liga MX   | 8     | 0      |
| 2013/2014 | Atlante FC            | Meksyk | Liga MX   | 23    | 6      |
| 2014/2015 | Chivas de Guadalajara | Meksyk | Liga MX   |       |        |